# Ardere pe rug

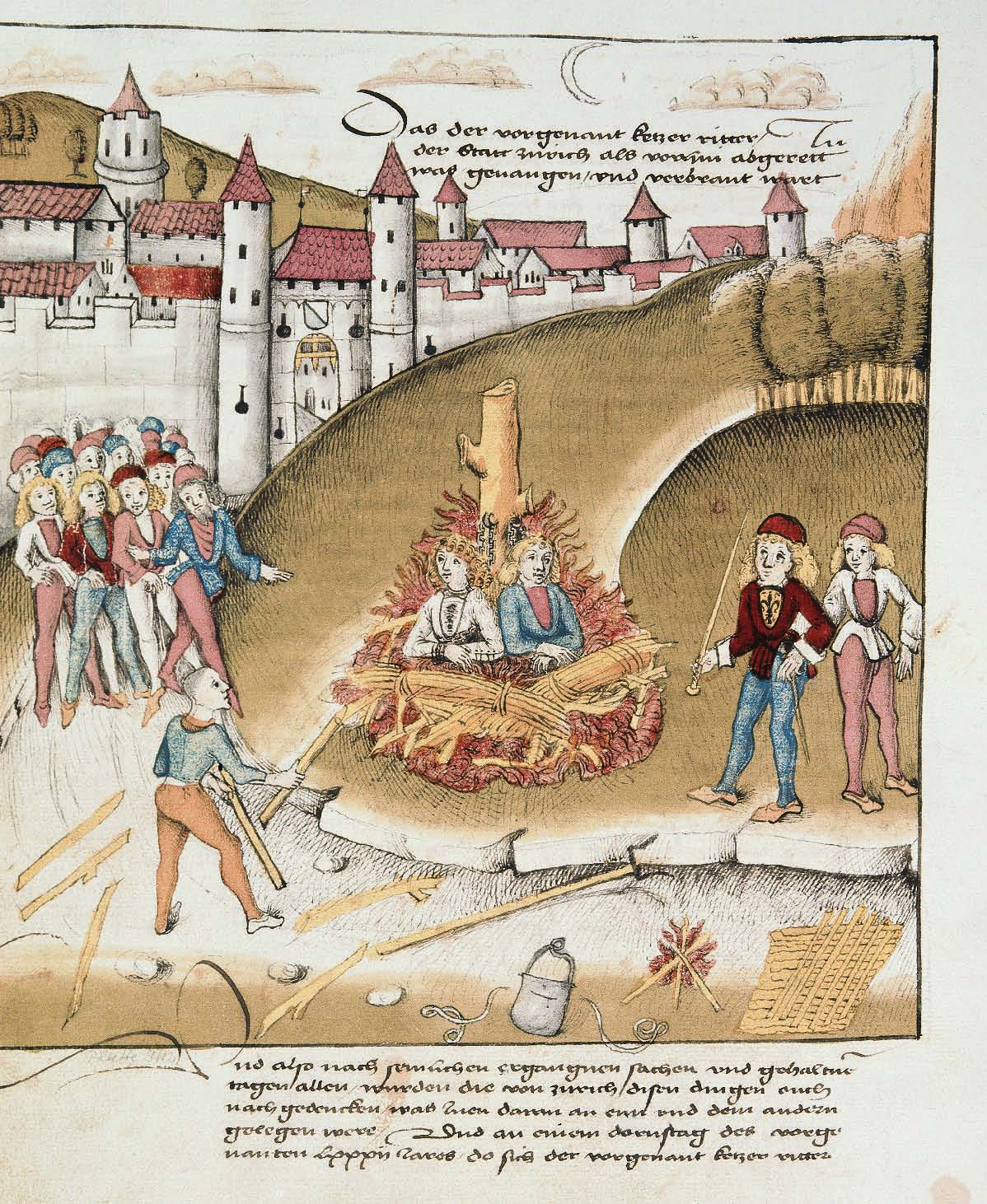
Arderea cavalerului de Hohenberg împreună cu servitorul său, în faţa zidurilor oraşului Zürich. Ei fuseseră condamnaţi pentru sodomie.

Arderea pe rug a fost o pedeapsă aplicată, în special în Evul Mediu, celor acuzați de vrăjitorie sau erezie. Execuția celor condamnați la moarte consta prin arderea lor de vii pe rug constituit dintr-o grămadă de lemne. 
Această metodă de execuție la moarte a fost aplicată din Evul Mediu timpuriu până în ultima perioadă a acestei ere (secolul al XV-lea–secolul al XVI-lea). Sentința era dată de inchiziție, fiind astfel executați cei învinuiți de vrăjitorie sau erezie. Dacă osânditul recunoștea vinovăția faptei sale, atunci călăul îl strangula înainte de aprinderea rugului sau i se legau saci cu praf de pușcă pentru a simula focul Sodomei care, după Biblie, ar fi ars sub o ploaie de foc.

## În India
Arsul pe rug a fost practicat până în secolul al XIX-lea, fiind arse frecvent văduvele împreună cu cadavrul soțului decedat. Această moarte a văduvei care își urma benevol soțul era considerată o faptă eroică; totuși, se presupune că văduva era obligată să accepte acest ritual barbar. Cu toate că din anul 1829 această practică este interzisă prin lege, se relatează că și în prezent se mai practică acest ritual în unele regiuni din India.

## În Transilvania
Principalele acuzații ce le erau aduse "vrăjitoarelor" din Ardeal erau legate de îmbolnăvirea copiilor sau de distrugerea căsniciilor prin magie. Arderea pe rug a apărut aici în timpul lui Mihai Apafi I. Unul dintre cele mai lungi procese a durat trei ani, având loc în zona Sibiului. Mai târziu, procesele au fost interzise de către Maria Tereza, deși există posibilitatea ca acestea să fi continuat.
„Am auzit, de la bietul meu tată răposat, că, odată, într-o noapte, pe când erau culcați, doi gândaci negri s-au urcat pe mâna lui. Pe unul, care i s-a urcat pe picior, l-a strivit mama mea și așa a pocnit, de parcă cineva ar fi strivit o alună veche. Pe celălalt, însă, care, după cum se cuvine să se știe, era pe pieptul ei, tatăl meu l-a aruncat pe pământ. Din acea clipă, mama mea, de fiecare dată, o bănuia pe doamna Ehrlinger și, de câteva ori, a calificat-o în public, pe stradă, ca vrăjitoare” - Paulus Albert

## Persoane cunoscute arse pe rug
- Jan Hus
- Jakob Hutter
- Hans Böhm (Pauker von Niklashausen)
- Girolamo Savonarola
- Jörg Blaurock
- Balthasar Hubmeier
- Giordano Bruno
- Ioana d’Arc
- Lucilio Vanini
- Michael Servet
- Jacques de Molay
- Fra Dolcino
- Dirk Willems
- Quirinus Kuhlmann
- Gilles Garnier
- Baba Novac